# Нашето мото е Криза
„Нашето мото е Криза“ (на английски: Our Brand Is Crisis) е американска комедийна драма от 2015 г. на режисьора Дейвид Гордън Грийн по сценарий на Питър Строган, базиран на едноименния документален филм от 2005 г. на Рейчъл Бойтън. Във филма участват Сандра Бълок Скот Макнайри, Били Боб Торнтън, Антъни Маки, Ан Доуд и Хоаким де Алмейда.
Снимките започват на 29 септември 2015 г. в Ню Орлиънс, Лузиана. Продуценти на филма са Джордж Клуни и Грант Хеслов. Премиерата на филма се състои във филмовия фестивал на Торонто на 11 септември 2015 г. и излиза по кината в Съединените щати на 30 октомври в разпространение от „Уорнър Брос Пикчърс“.